# 黄白合耳菊
黄白合耳菊（学名：Synotis xantholeuca）为菊科合耳菊属的植物，是中国的特有植物。分布于中国大陆的云南等地，生长于海拔2,200米至2,700米的地区，多生在潮湿混交林中，目前尚未由人工引种栽培。

## 别名
黄白千里光（云南种子植物名录）